# Cacodemonius zilchi
Cacodemonius zilchi är en spindeldjursart som beskrevs av Beier 1953. Cacodemonius zilchi ingår i släktet Cacodemonius och familjen Withiidae. Inga underarter finns listade.